# Joseph Anton Böhm
Joseph Anton Böhm (13 de marzo de 1831, Groß Gerungs - 2 de diciembre de 1893, Viena) fue un botánico y algólogo austríaco.

## Biografía
Estudia bajo el magisterio de Eduard Fenzl (1808-1879) y Franz Unger (1800-1870) en Viena. Enseña en primer lugar en la escuela de comercio de la ciudad; luego botánica a partir de 1869.
Descubre la circulación del agua en las células vegetales, formulando una hipótesis coherente del transporte del agua y del transporte de nutrientes del sistema radicular a las hojas.

## Obra
- Enciclopedia Svensk uppslagsbok